# Enialio

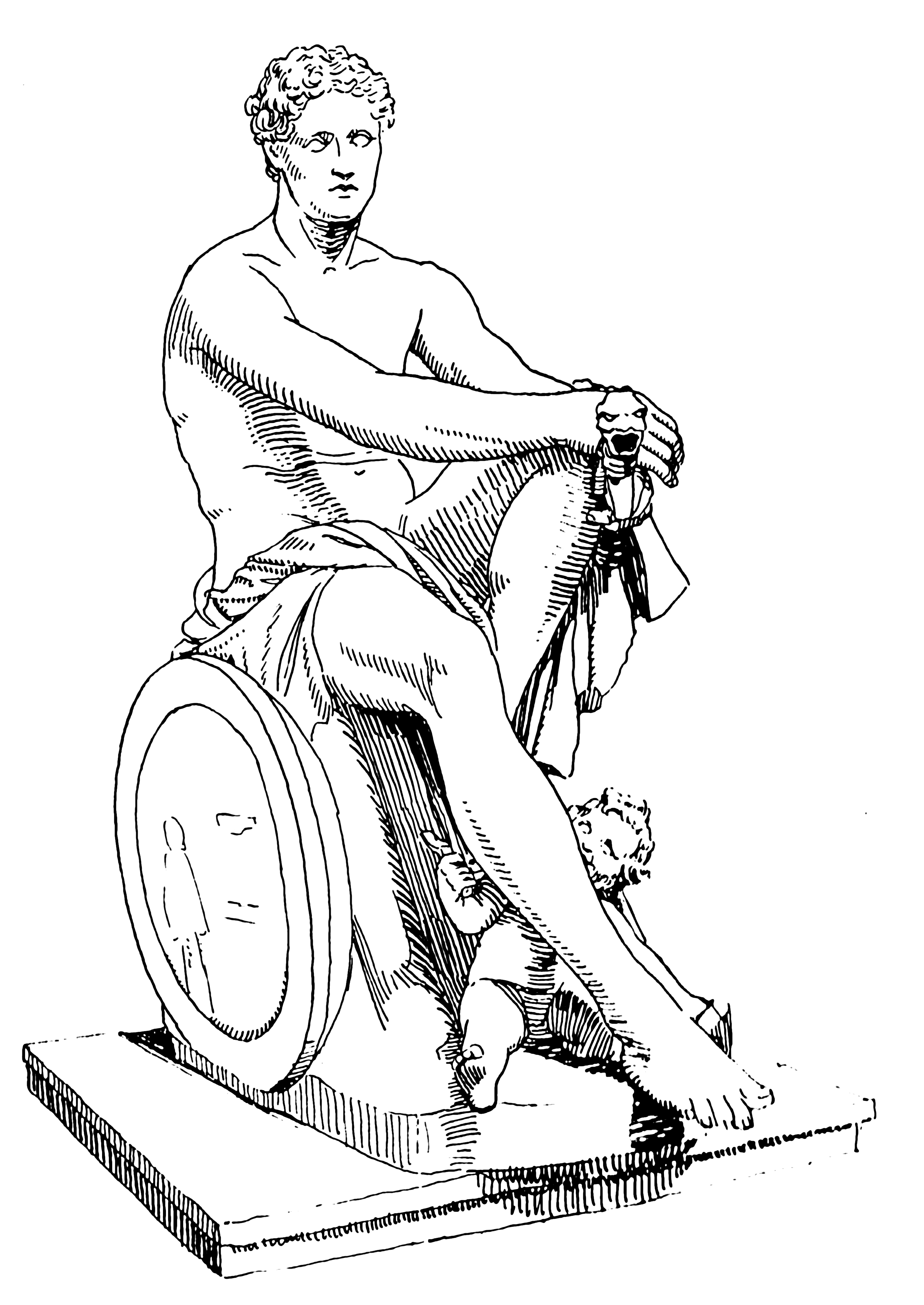
Foto de Ares pai Enialio.

Na mitologia grega, Enialio, Enialius ou Enialios (em grego: Ἐνυάλιος) era filho de Ares e Ênio, divindades gregas relacionadas com a guerra. Nos tempos clássicos, era por vezes identificado como o próprio Ares. Nos tempos micênicos, Ares e Enialo foram diferenciados como divindades separadas. Na época romana era identificado com o deus Quirino.

## Mitologia grega
Enialio é mencionado diversas vezes na Ilíada de Homero, como epíteto de Ares.
O poeta Alcman de Esparta às vezes identificava Ares com Enialio, mas em outras o diferenciava, ou como filho de Ares e Ênio, ou como filho de Cronos e Reia.
Aristófanes, em sua peça Paz, trata Ares e Enialio como deuses separados da guerra.
Xenofonte, em sua Anábase, menciona um grito de guerra contra Enialo emitido pelos mercenários gregos enquanto atacavam o exército persa.
Enialo é também citado na Argonáutica de Apolônio de Rodes, onde Jasão lança uma pedra no meio dos guerreiros ctônicos, fazendo que lutem entre si.
Plutarco, em sua Moralia, narra a bravura das mulheres de Argos, no século V aC, que repeliram os ataques dos reis espartanos. Os sobreviventes ergueram um templo a Ares Enialio próximo à estrada onde caíram.
Segundo Pausânias, os lacedemônios acreditavam que, acorrentando Enialo, impediriam que o deus deixasse Esparta.

## Mitologia romana
Políbio e Dionísio de Halicarnasso associam o deus romano Marte ao grego Ares, e o deus Quirino a Enialo. Autores posteriores fazem as mesmas identificações.